# Voljenom gradu
Voljenom gradu vjerojatno je najpoznatiji koncert Prljavog Kazališta, održan 17. listopada 1989. (12. rođendan grupe) na tadašnjem Trgu Republike (današnji Trg bana Jelačića).

## Popis izvedenih pjesama
1. Loš dan
2. Dobar vjetar u leđa
3. Sve je lako kad si mlad
4. Moja je djevojka otišla u Armiju
5. Budala malena
6. Moj bijeli labude
7. Heroj ulice
8. Ma kog me boga za tebe pitaju
9. Mojoj majci
10. Ne zovi mama doktora
11. Mi plešemo
12. Marina
13. Zaustavite zemlju
14. Mojoj majci